# Lupfen (Naturschutzgebiet)
Das Naturschutzgebiet Lupfen liegt auf dem Gebiet der Gemeinde Talheim im Landkreis Tuttlingen in Baden-Württemberg. Es wurde am 8. Februar 2024 vom Regierungspräsidium Freiburg durch Verordnung ausgewiesen.

## Lage und Beschreibung
Das 107,1 Hektar große Gebiet umfasst die Kuppe des Lupfens und Teile seiner Süd- und Westflanke. Es liegt nördlich von Talheim. Das Gebiet gehört zum Naturraum Baar. Das Naturschutzgebiet liegt vollständig im gleichnamigen Landschaftsschutzgebiet.
Der Lupfen ist ein Zeugenberg der Baaralb. Seine Kuppe besteht aus den Wohlgeschichteten Kalken und der Lochen-Subformation des oberen Juras, seine Flanken sind aus verschiedenen Schichten des mittleren Juras aufgebaut. Während die Kuppe mit naturnahen Waldformationen bestockt ist, finden sich an den Flanken verschiedene für die Region charakteristische Kulturlandschaftsrelikte, wie Wacholderheiden, Hecken, Streuobstwiesen, Wiesen und Weiden. Einige ehemalige Heideflächen wurden in vergangenen Jahrzehnten mit Fichten aufgeforstet.

## Schutzzweck
„Schutzzweck des Naturschutzgebietes ist die Erhaltung, Sicherung und Entwicklung eines naturnahen Waldgebietes auf der Kuppe des „Lupfen“ mit verschiedenen Waldgesellschaften, Altholzbeständen und wärmeliebenden Säumen; einer überdurchschnittlich reich strukturierten Kulturlandschaft am Abhang des „Lupfen“ mit ausgedehnten Hecken, Feldgehölzen, Wiesen, Magerrasen und Wacholderheiden; artenreicher Brutvogelgemeinschaften einer strukturreichen Kulturlandschaft sowie der im Gebiet vorkommenden Vogelarten nach Anlage 1 zur Bundesartenschutzverordnung; des Lebensraums für zahlreiche gefährdete, zum Teil vom Aussterben bedrohter Tier- und Pflanzenarten, insbesondere für die Arten Spatelblättriges Greiskraut, Sumpf-Stendelwurz, Kurzflügelige Beißschrecke, Wachtel, Neuntöter und Bluthänfling [sowie] eines Gebietes für die Erforschung aus wissenschaftlichen, erdnaturgeschichtlichen und landeskundlichen Gründen.“